# Antepipona exaltata
Antepipona exaltata är en stekelart som beskrevs av Giordani Soika 1982. Antepipona exaltata ingår i släktet Antepipona och familjen Eumenidae. Inga underarter finns listade i Catalogue of Life.